# Pedal steel guitar

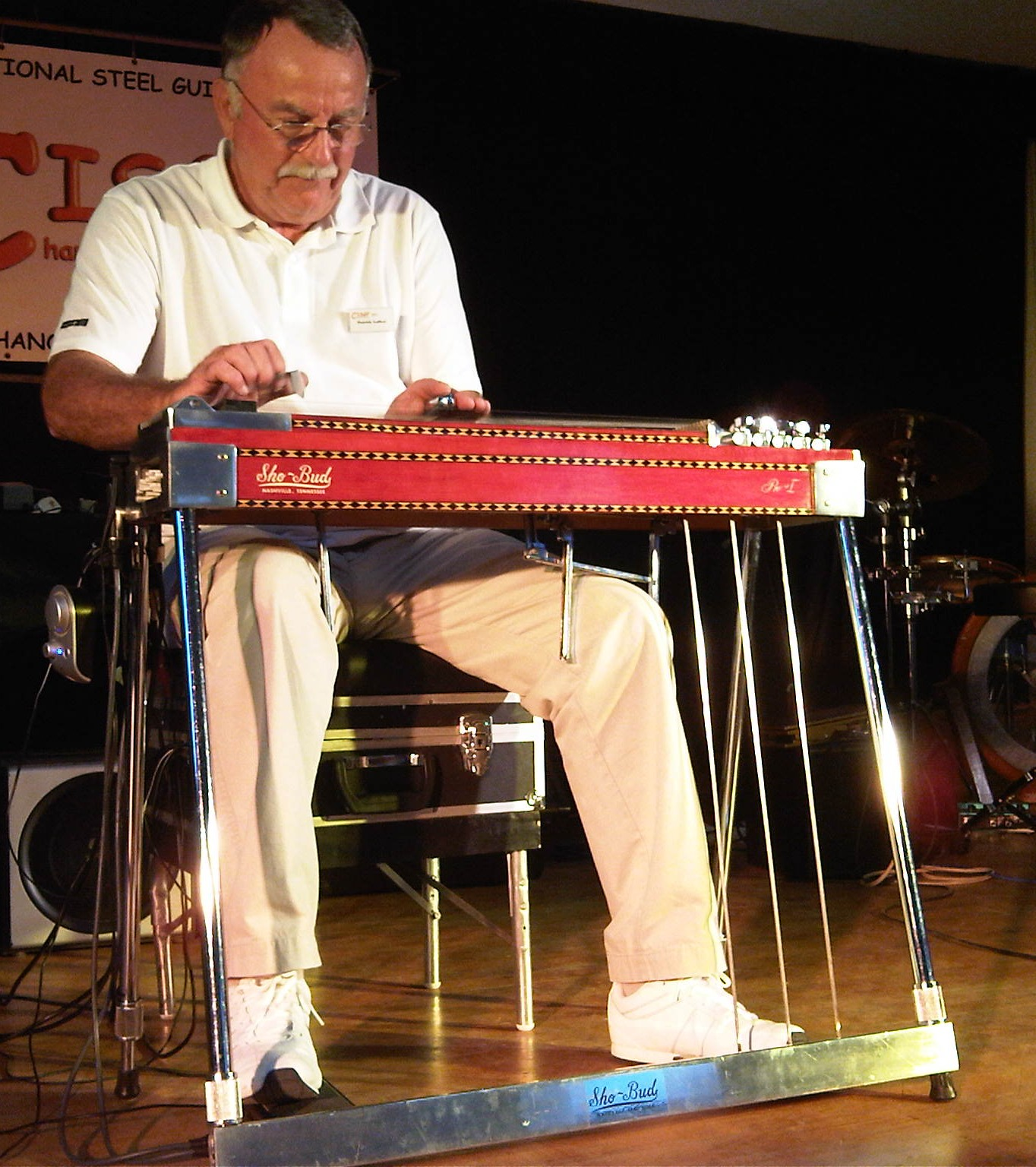
En steelgitarrist med spelstål och fingerplektrum.

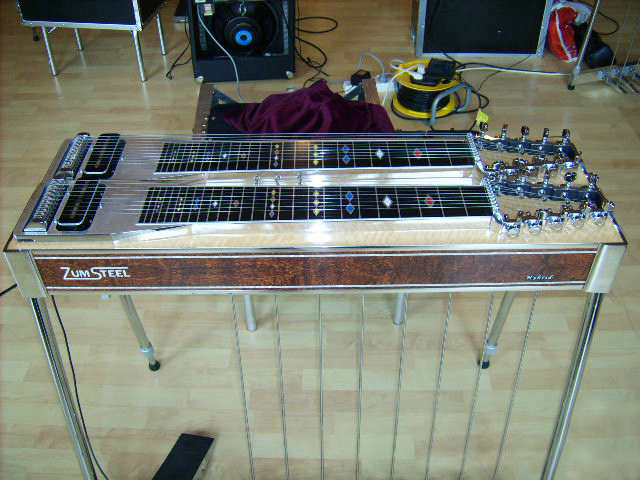
Zumsteel, en sorts Pedal steel guitar.

Pedal steel guitar är en typ av elgitarr med pedaler och spakar och som står på stativ. Den spelas med hjälp av ett spelstål som läggs tvärs över strängarna och dras längs strängarna enligt samma princip som på slidegitarr; dock används fingerplektrum för att slå an strängarna på en steelgitarr. På så vis uppkommer det karaktäristiska steglöst glidande, sjungande ljudet, och det är på grund av att steelgitarren spelas med spelstål som den har fått namnet steelgitarr eller steel guitar.
Ackordsbyten på pedalsteelgitarr görs steglöst under spelandets gång med hjälp av fotpedaler och knäspakar (ofta kallade knäpedaler) som spänner eller slackar strängarna. På så vis kan man steglöst byta mellan olika ackord både med spelstålet och mekaniken som manövreras med fötterna och knäna, så man spelar med hela kroppen. Steelgitarr används mycket inom countrymusik, men också inom svensk dansbandsmusik.
Sveriges mest kände steelgitarrist torde vara Janne Lindgren (1944–2013) som var aktiv i mer än fyra decennier och kan höras på tusentals svenska skivinspelningar, framför allt av olika dansband. Den enda svenska tillverkaren av steelgitarrer i industriell skala var Arne Holmedal, som kallade sina gitarrer för AWH; senare AVM. De höll full proffsklass för sin tid men tillverkas inte längre. Även Janne Lindgren tillverkade ett mindre antal steelgitarrer under eget märke.
Bland internationellt kända steelgitarrister kan nämnas Speedy West, Jerry Byrd, Lloyd Green, Buddy Emmons, Weldon Myrick Ambrogio Gaigher och Paul Franklin – de flesta av dem aktiva i Nashville, Tennessee, USA, som räknas som countrymusikens hemstad. Bland de större internationella steelgitarrmärkena kan nämnas Emmons, Sho-Bud, Franklin, Carter, MSA, Mullen, Sierra och ZUM – alla från USA. Pedalsteelgitarren är i regel dubbelhalsad, en så kallad dubbelplanka, med ena halsen stämd i E9 och den andra i C6 och med 10 strängar på varje hals. E9 kallas också "commercial" och är den särklassigt mest hörda, särskilt i countrymusik. C6 lämpar sig mera för jazz, swing och hawaiimusik.
På senare tid har också en kombination av dessa bägge stämningar, kallad E9/B6 universal, nått en viss popularitet, dock inte i klass med de traditionella dubbelplankorna. Pedalsteelgitarren slog igenom i större skala först när metallurgin hade nått så långt så att det fanns strängar som klarade att spännas och slackas åtminstone ett helt tonsteg utan att bli ostämda efteråt, och detta dröjde långt in på 1950-talet. Andra varianter av steelgitarren är Hawaiian steel guitar ( Hawaii-gitarr), också kallad lap steel som spelas endast liggande i knät medan Hawaiian steel även spelas stående på stativ. Dobro är en akustisk variant som också spelas liggande över knäna. Alla dessa varianter saknar pedaler och har fast stämning i färdiga ackord. Ackordsbyte sker genom att man flyttar spelstålet och ibland också vrider det – lägger det snett över strängarna – och/eller drar i vissa av strängarna. Dobron har sitt namn efter Dopera Brothers.